# Linhomoeus parmacramphis
Linhomoeus parmacramphis is een rondwormensoort uit de familie van de Linhomoeidae.